# Ertrag
Ertrag ist in der Wirtschaft allgemein die Summe oder das Ergebnis der erbrachten wirtschaftlichen Leistung. Pendant ist der Aufwand.

## Historische Anmerkungen
Ursprünglich stammt der Begriff aus der Landwirtschaft, wo der landwirtschaftliche Ertrag noch heute die Menge der durch Agrarproduktion gewonnenen Agrarprodukte darstellt. Die Physiokraten der frühen Neuzeit untersuchten den landwirtschaftlichen Boden, der sich als Teil der Natur stets regeneriere und ohne Aufwand erhalte. Deren wichtigster Vertreter François Quesnay ging 1757 davon aus, dass der Reichtum nicht in der Bewegung (Handel), sondern in der Ruhe (des Bodens) liege. Das Prinzip aller Arbeit sei der Bodenertrag, denn alle Arbeit richte sich nach dem Preis der Bodenprodukte, den Agrarpreisen. „Der Ertrag ist das Ergebnis der Bodenbeschaffenheit und des Menschen. Ohne die Arbeit des Menschen hat der Boden keinen Wert“. „Der Überschuss aus Grund und Boden ist es, welcher die Landwirtschaft ... für die Besteuerung zur Verfügung stellt…“
Während die Physiokraten nur die landwirtschaftliche Arbeit für produktiv hielten, ergänzte im Jahre 1777 Johann Georg Schlosser, dass auch die Klasse „der Künstler, Handwerker und Kaufleute“ produktiv sei. Für Adam Smith galt bereits in dem im März 1776 erschienenen Standardwerk Der Wohlstand der Nationen nicht der landwirtschaftlich genutzte Boden als die Quelle des Wohlstands, sondern die menschliche Arbeit.
Gemessen wurde und wird der Bodenertrag in Mengeneinheiten wie Stück, Kilogramm oder Zentner. Ertrag wurde deshalb 1827 definiert als das „jährliche Product des Bodens“ oder 1837 als „den Wert oder die Menge der Erzeugnisse der Äcker und Wiesen, den Nutzen von der Viehzucht, aber auch jeden Gewinn von irgendeinem landwirtschaftlichen Gewerbezweig.“
Das Wort Aufwendung tauchte ersichtlich erstmals im Jahre 1726 in der Gräflich-Leiningen-Grünstadtischen Successions- und Teilungsverordnung auf, das Wort Aufwand erst 1738 in einem Rechtslexikon.
Für eine einheitliche Begriffsabgrenzung in der Fachsprache sorgte 1929 erstmals der zur Kölner Schule gehörende Betriebswirt Erwin Geldmacher. Er schlug unter anderem die noch heute gültige Unterscheidung und Abgrenzung der Grundbegriffe wie Leistung, Aufwand, Erlös, Ertrag, Kosten und Erfolg vor.

## Abgrenzung gegen andere Rechnungsgrößen

### Aufwand und Ertrag
Aufwand und Ertrag sind die Erfolgsgrößen im externen Rechnungswesen und werden zur Erstellung einer periodisierten Gewinn- und Verlustrechnung sowie zur Erstellung einer Bilanz verwendet. Zur Ermittlung von gewinnwirksamen Aufwänden und Erträgen werden Leistungen des Unternehmens und damit verbundene Zahlungen einem Geschäftsjahr periodengerecht zugewiesen. Dies erfolgt über Abgrenzungen und Abschreibungen, mit denen Aufwand und Ertrag aus der Geschäftstätigkeit demjenigen Geschäftsjahr zugeordnet werden, dem sie wirtschaftlich zugehören, unabhängig davon, ob der Zahlungsvorgang in einem anderen Geschäftsjahr stattgefunden hat oder stattfinden wird.

### Ausgaben und Einnahmen
Ausgaben und Einnahmen sind ebenfalls dem externen Rechnungswesen, bzw. der Buchführung, zuzuordnen. Sie entstehen, wenn etwas gekauft bzw. verkauft wurde, unabhängig davon ob es schon bezahlt wurde oder nicht. Sobald effektive Zahlungen erfolgen, werden Ausgaben und Einnahmen zu Auszahlung und Einzahlung.

### Aus-  und Einzahlungen
Aus- und Einzahlungen sind die grundlegenden Rechengrößen der Investitionsrechnung und des Treasury. Sie bestimmen die Liquiditätsreserven des Unternehmens.

### Kosten und Erlöse
Kosten und Erlöse werden als Begriffspaar im internen Rechnungswesen, insbesondere in der Kosten- und Leistungsrechnung verwendet. Es ist jedoch zu beachten, dass Erlöse nicht mit Leistung zu verwechseln sind.
Kosten und Erlöse sind kalkulatorische Größen. Sie tauchen weder in den Zahlungen des Unternehmens noch eins zu eins in Buchhaltung, Bilanz und Gewinn- und Verlustrechnung auf.

### Unterschiede zwischen den Größen
Unterschiede zwischen Kosten und Aufwand können beispielsweise entstehen, wenn
- Vorgänge unterschiedlich bewertet werden, wie etwa kalkulatorische Abschreibung und bilanzielle Abschreibung (ersteres stellt Kosten dar, letzteres Aufwand);
- Kosten angesetzt werden, die im externen Rechnungswesen keine Entsprechung haben (beispielsweise kalkulatorische Zinsen oder Unternehmerlöhne).

Kosten sind nicht per se einem Geschäftsjahr oder einer Zeitperiode zugeordnet. Oftmals werden bei einem Kostenvergleich diskontierte Größen miteinander verglichen. Kosten sind weiterhin ein wesentlicher Bestandteil von Preiskalkulationen. Dabei werden in der Regel Erwartungswerte betrachtet, so dass die einkalkulierten Kosten keine direkte Entsprechung in Zahlungen oder Aufwänden haben. Hinzu kommen kalkulatorische Kostenelemente wie z. B. Wagniskosten.

## Volkswirtschaftslehre
Jeder Produktionsfaktor erzielt einen Ertrag. Bei der Arbeit heißt der Ertrag Arbeitseinkommen, beim Kapital ist es der Kapitalertrag (Zinsertrag, Dividendenertrag) oder beim Boden der Bodenertrag durch die Bodennutzung. Er entsteht in der Landwirtschaft durch Ernte (Früchte, Weinlese, Getreideernte), in der Forstwirtschaft durch Holzernte und im Bergbau durch Abbau von Rohstoffen. Im weiteren Sinne gehören zum Bodenertrag auch die Rechtsfrüchte, also Mieteinnahmen oder Pachtzinsen aus der Vermietung oder Verpachtung des Bodens.
Die Volkswirtschaftslehre versteht unter dem Ertrag die Gütermenge, die mit einem gegebenen Aufwand an Produktionsfaktoren in einem bestimmten Zeitraum hergestellt wird. Der Ertrag pro Aufwandseinheit heißt Durchschnittsertrag, der Ertragszuwachs bei Veränderung des Aufwands um eine infinitesimale Einheit heißt Grenzertrag. Der Grenzertrag steht im Mittelpunkt des Ertragsgesetzes, das auch Gesetz des sinkenden Grenzertrags heißt. Es wurde ursprünglich von Anne Robert Jacques Turgot für die Landwirtschaft als Bodenertragsgesetz formuliert: Erhöht man auf der gleichen Agrarfläche stetig den Arbeitseinsatz, so nimmt der Bodenertrag zunächst überproportional zu, dann nur noch unterproportional, dann bleibt er gleich, und schließlich nimmt er sogar wieder ab. Aus dem Ertragsgesetz lässt sich eine dreidimensionale Darstellung ableiten, die Ertragsgebirge genannt wird und die Abhängigkeit der Ausbringungsmenge von unterschiedlichen Einsatzmengen zweier Produktionsfaktoren veranschaulicht.
Multipliziert man die Gütermenge {\displaystyle G} mit ihrem Preis {\displaystyle P}, so erhält man den Ertrag in Geldeinheiten ({\displaystyle E}):
{\displaystyle E=G\cdot P}.
Ertrag ist somit sowohl eine physische Summe als auch ein Wertbegriff. Der Wertbegriff des Ertrags kommt in der Distributionstheorie als Wertprodukt und Wertgrenzprodukt vor. Bei vollständiger Konkurrenz entspricht das Wertgrenzprodukt dem Faktorpreis.

## Betriebswirtschaftslehre
In der Betriebswirtschaftslehre ist der Ertrag der in Geldeinheiten bewertete
Bruttowertzuwachs, der durch die Produktion von Gütern oder Dienstleistungen von einem Unternehmen in einem Geschäftsjahr erwirtschaftet wird. Er schlägt sich als Zuwachs des Reinvermögens nieder, der nach dem Prinzip der Erfolgswirksamkeit einem bestimmten Geschäftsjahr zugeordnet wird.
Für Zwecke der Erfolgsrechnung unterscheidet man zwischen betriebsbedingten Erträgen (Betriebsertrag) und nicht-betrieblichen Erträgen (neutraler Ertrag):
- Betriebsertrag oder Betriebsergebnis ist der erzielte Erfolg eines Unternehmens in dessen Kerngeschäft.
- Neutraler Ertrag ist in der Kosten- und Leistungsrechnung allgemein der Teil des Ertrags, der nicht aus der Verfolgung des Betriebszwecks stammt, der in Art und Höhe so außergewöhnlich ist, dass er nicht als betrieblicher Ertrag verrechnet wird oder zeitlich einer anderen Periode zufällt:
  - betriebsfremder Ertrag ist der „reinste“ Fall eines neutralen Ertrags, da keine Beziehung zur betrieblichen Leistungserstellung besteht (z. B. Mieterträge aus einem nicht dem Betrieb dienenden Grundstück);[12]
  - periodenfremder Ertrag: ist zwar betriebsbedingt, fällt jedoch in einer anderen Periode an als in der, in der die entsprechenden Leistungen erbracht werden (z. B. Steuererstattungen, erhaltene Anzahlungen);
  - außerordentlicher Ertrag: ist in seiner Art und Höhe so außergewöhnlich, dass er nicht als ordentlicher Ertrag verrechnet wird (z. B. Erträge aus Versicherungsentschädigungen, Kursgewinne);
  - bewertungsbedingter Ertrag: darunter fällt z. B. der Ertrag aus Zuschreibungen.

Durch das Bilanzrichtlinie-Umsetzungsgesetz sind seit Dezember 2005 unter anderem der neutrale Ertrag (Position 16) und das neutrale Ergebnis (Position 17) als Zwischengröße in der Gewinn- und Verlustrechnung entfallen (§ 275 Abs. 2 HGB).
Das Verhältnis zwischen Ertrag und Leistung lässt sich wie folgt aufgliedern:
| Begriff                                    | Unterart                                                       |
| ------------------------------------------ | -------------------------------------------------------------- |
| Ertrag                                     | - Zweckertrag - neutraler Ertrag - Zusatzertrag - Andersertrag |
| Zweckertrag und gleichzeitig Grundleistung | - Andersleistung - Zusatzleistung - kalkulatorische Leistung   |

Zum Zweckertrag gehören die Umsatzerlöse aus dem Kerngeschäft, der Bestandszuwachs im Lagerbestand und aktivierte Eigenleistungen. Es ist der betriebsbezogene, ordentliche, zeitraumgerechte Ertrag mit den Unterarten „Zweckertrag als Grundleistung“ und „Zweckertrag als Andersleistung“. Andersleistungen werden in der Kosten- und Leistungsrechnung in anderer Höhe erfasst als in der Finanzbuchhaltung. Neutraler Ertrag sind alle betriebsfremden Erträge in Form des Zusatzertrags oder Andersertrags. Der Zusatzertrag ist weder sachzielbezogen noch zeitraumgerecht, noch steht ihm eine Einnahme gegenüber. Andersertrag entsteht, wenn Lagerbestände mit Verkaufspreisen bewertet werden, die von den Herstellungskosten der Gewinn- und Verlustrechnung abweichen.
Der nicht als Ertrag zu verrechnende Zweckertrag heißt Andersleistung (etwa ein höherer Wertansatz als im externen Rechnungswesen). Den Zusatzleistungen steht kein Ertrag gegenüber (etwa nicht aktivierbare Eigenleistungen wie selbst erstellte Software oder an Dritte als Spende unentgeltlich abgegebene Fertigerzeugnisse).
Günter Wöhe und andere Autoren verstehen den Ertrag als den mit dem Güterpreis bewerteten Faktoreinsatz (auch Output genannt). Während unter der Ertragslage die vergangene Gewinnsituation eines Unternehmens verstanden wird, ist die Ertragskraft eine zukunftsbezogene Größe, die sich aus der Verfolgung unternehmerischer Sachziele (Betriebszweck) und Formalziele (Unternehmensziele wie Gewinnmaximierung), insbesondere im Kerngeschäft und bei Cashcows ergibt. Als betriebswirtschaftliche Kennzahlen sind zudem der Rohertrag und Reinertrag bekannt.
Aufgabe des Ertragsmanagements vor allem im Hotelgewerbe und bei Fluggesellschaften ist es, den maximalen Ertrag für eine zeitlich begrenzte Kapazität (Auslastungsgrad, Sitzauslastung) an Produkten oder Dienstleistungen zu generieren.
Der Ertrag kommt als Rechtsbegriff insbesondere im Handels- und Bilanzrecht vor. So hat der Jahresabschluss gemäß § 246 Abs. 1 HGB unter anderem sämtliche Aufwendungen und Erträge zu enthalten. Die Gliederungsvorschrift des § 275 Abs. 2 Nr. 9 bis 11 HGB kennt zudem „Erträge aus Beteiligungen“ (richtiger: Gewinne), „Erträge aus anderen Wertpapieren und Ausleihungen des Finanzanlagevermögens“ und „sonstige Zinsen und ähnliche Erträge“. Sie werden im Rechnungswesen auf Ertragskonten verbucht, die in die Gewinn- und Verlustrechnung eingehen.